# Pricillia Carla Yules
Pricilia Carla Saputri Yules ou Carla Yules née le 8 juillet 1996 est une mannequin indonésienne qui a remporté le titre de Miss Indonésie 2020,.